# 磷螈属
磷螈属（学名：Phosphotriton）为蝾螈科的一个属。

## 下属物种
本属包括以下物种：
- Phosphotriton sigei Tissier, Rage, Boistel, Fernandez, Pollet, Garcia & Laurin, 2016[2]